# 阿尔加马西利亚德亚尔瓦
阿尔加马西利亚德亚尔瓦，是西班牙卡斯蒂利亚-拉曼恰雷阿尔城省的一个市镇。 总面积397平方公里，总人口6717人（2001年），人口密度17人/平方公里。